# Ancien siège de la société ASAR
Pour les articles homonymes, voir Asar.
L’Ancien siège de la société ASAR, à l’origine siège des imprimeries de l'Ancienne Société Anonyme de Rotogravure d’art (ASAR), aujourd’hui appelé Tour Tondeur diffusion, est un bâtiment de style moderniste situé sur la commune d’Anderlecht en Belgique. Il est construit durant les années 1960 par l’architecte François Roos. La tour est érigée le long du canal Charleroi-Bruxelles, au croisement de l’avenue Frans Van Kalken et de la rue Henry Deleers. L'expression architecturale classique-moderniste de la façade annonce déjà une tendance post-moderniste, qui arrivera plus concrètement durant les années 1970.

## Situation
Le bâtiment prend place à l’entrée d’un complexe composé de six infrastructures. Le site se trouve au croisement de différents axes majeurs de communication : le canal Charleroi-Bruxelles, la chaussée de Mons et le chemin de fer (connexion à la Gare de Bruxelles-Midi).
Jusqu’en 1961, le terrain était consacré à l’agriculture. C’est avec la création de nouveaux axes que cette zone de la ville s’est développée. L’avenue Frans van Kalken apparaît entre 1961 et 1971. Celle-ci permet de traverser le canal et d’urbaniser la section de rive restée jusque-là inexploitée.

## Historique
En 1965, la création de la tour fait l’objet d’une première demande de permis d’urbanisme par l’expert-architecte François Roos. Une seconde demande est introduite en 1967 à la commune d’Anderlecht pour un agrandissement du complexe. Cela concerne les espaces de brochage, de préparation et d’entreposage des rotatives. Cependant, rien ne prouve que la construction totale du complexe s’est déroulée en deux étapes au vu de la proximité temporelle des deux permis. La tour en elle-même fait partie intégrante de la première demande de 1965. Aujourd’hui, elle est partagée entre différents propriétaires (Brussels office, SOS team group, Green cota, Tondeur diffusion…). Certains plateaux sont inoccupés ou en cours de rénovation. Le reste du complexe est investi par la société Tondeur diffusion.

## Complexe
La première demande de permis d'urbanisme concerne la construction d'un nouveau complexe de production composé de cinq hangars et d'une tour administrative. Toute la ligne de production de la société ASAR se faisait sur le site. Les différents bâtiments sont agencés de manière à créer une production en cycle (bobines, rotatives, brochage, expédition, préparation). 
L'expression architecturale de la tour se différencie radicalement de celle des hangars de production. La tour a fait l'objet d'un travail esthétique et technique plus poussé afin de la mettre en avant par rapport au reste du complexe.
En 1967, un second permis d'urbanisme est déposé à la commune d'Anderlecht pour l'agrandissement de deux hangars de production du complexe.

## Description

### Enveloppe

#### Rez-de-chaussée
La façade principale est composée de treize travées vitrées construites en béton architectonique. Au rez-de-chaussée, les fenêtres sont rectangulaires. Celles-ci sont encadrées par des pilastres engagés saillants. Les châssis « Polyglass » en aluminium du rez-de-chaussée sont d'origine. Ce sont les Glaceries de la Sambre qui au début des années 1960 ont commencé à développer ce nouveau système de fenêtre. Cependant, certains ont été peints et rien ne prouve que ce choix soit original lui aussi. Les châssis ne tombent pas jusqu’au sol, un élément en béton percé d’une aération rehausse la fenêtre. Le vitrage est double. La feuille extérieure est traitée afin d’atténuer les rayons infrarouges (thermique du bâtiment), ce qui donne un effet bleuté au verre.
Au centre du rez-de-chaussée, se trouve une double entrée en avant-corps. L’entrée occupe sept travées. Il s’agit d’une structure de châssis en aluminium pourpre. Tous les vitrages sont doubles et traités de la même manière que les autres fenêtres. L’entrée est surplombée d’un auvent dont la structure est en aluminium et la couverture en fibres de verre bombé, ce qui donne des coques translucides relativement légères. La structure en métal suit le rythme des travées et intègre des luminaires directement dans les profilés. Les différences entre les plans d'origine et l’entrée telle que nous la trouvons aujourd’hui laissent à penser que celle-ci n’est pas d’origine et a pu être modifiée. Cela ne concerne cependant pas l'auvent.

#### Premier étage
Le premier étage fait partie du socle de la tour avec le rez-de-chaussée. Ces deux niveaux sont légèrement plus larges que les étages supérieurs, ils ont aussi un aspect plus massif par leur hauteur sous plafond plus importante.
On retrouve les pilastres engagés qui continuent depuis le rez-de-chaussée et encadrent les fenêtres dont les châssis sont d'origine. Ces fenêtres ne sont plus rectangulaires, elles présentent une brisure sur leur partie supérieure qui tire le regard vers le haut. On retrouve aussi cette forme de vitrage aux étages supérieurs. 

#### Étages supérieurs
Les sept étages supérieurs sont composés à l’identique. Chaque travée est composée d’un élément en béton préfabriqué qui accueille une fenêtre dont la partie supérieure forme un angle, de la même manière qu’au premier étage. Cette morphologie des éléments en béton architectonique préfabriqués arrive notamment avec la création des cimenteries CBR-Ergon à Bruxelles. Les fenêtres sont rehaussées par rapport au sol. À l’intérieur, on trouvait originellement un éjecto-convecteur au pied de chaque fenêtre. Un percement est donc présent dans chaque élément en béton préfabriqué pour permettre une prise d’air. La jonction entre les étages est donc concave, ce qui crée un relief en angle rappelant la morphologie des fenêtres. Il y a un lien entre la morphologie des éléments en béton et les nécessités techniques du bâtiment.
Les cinq derniers étages ont été rénovés. Les châssis ne sont plus d'origine et aujourd’hui chaque fenêtre est composée d’un battant ouvrable dans sa partie inférieure. La teinte bleutée du traitement des fenêtres est respectée à chaque registre à l'exception du cinquième qui présente des vitrages standards, ce qui implique la mise en place d’éléments amovibles d’obscuration.

#### Toiture
En toiture, on retrouve une structure en béton préfabriqué semblable à une pergola. Le style anguleux de celle-ci rappelle l'esthétique architecturale des fenêtres et des éléments en béton de la façade. Cette structure que l’on retrouve en toiture n'a actuellement qu'un rôle  purement esthétique car la toiture n’a jamais été investie.

### Intérieur

#### Rez-de-chaussée
Le rez-de-chaussée est resté dans son état original. Seul le sas d’entrée ne correspond plus aux plans d’origine. Différentes salles (une salle de réunion, un vestiaire, deux parloirs, deux bureaux, une infirmerie avec différentes salles de consultation et une chaufferie) rayonnent autour du bloc technique central. Dans ce dernier se trouvent les deux ascenseurs, la cage d’escalier et deux blocs sanitaires ; ce système se développe à tous les étages.
L’entièreté du rez-de-chaussée et les escaliers menant jusqu’au deuxième étage sont plaqués de travertin et d’aluminium.
Le premier étage faisant entièrement partie du socle de la tour reprend le même plan. En 2020, cet étage est en rénovation complète.
On trouvait à l’origine une deuxième entrée, à l’arrière de la tour, destinée aux employés.

#### Étages originaux (troisième et quatrième)
Les étages supérieurs étaient à l’origine de simples plateaux rayonnant autour du bloc technique central. Chaque plateau a une surface 420 m2 dont 60 m2 sont destinés au bloc central. On y trouve un local d’archives en plus qu’au rez-de-chaussée.

#### Étages rénovés
Les cinq derniers étages ont fait l’objet d’une rénovation propre à la société investissant les lieux. Il n’y a donc plus de lien esthétique et architectural entre les étages. Les plateaux ont été cloisonnés afin de créer différents bureaux. L’habillage des étages a aujourd’hui disparu.

## Structure
La structure de la tour est composée d’un noyau technique central, d'une façade en éléments préfabriqués et de dalles préfabriquées définissant les différents plateaux. Ces dalles sont portées par la façade qui repose sur 16 colonnes en béton que l’on distingue au sous-sol (parking), ainsi que par la structure centrale en béton coulé.

## Photos

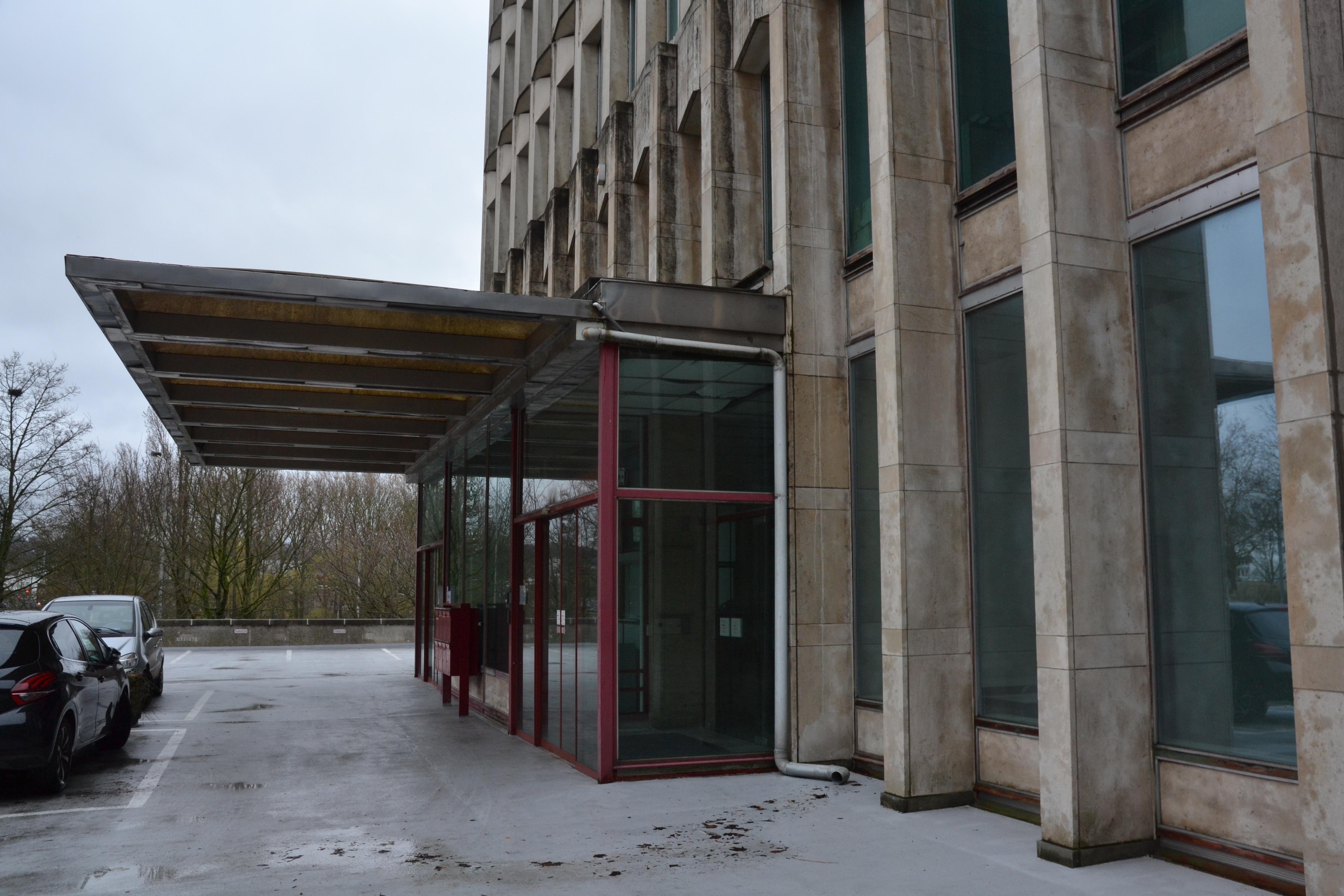
Casquette extérieure de l'entrée principale en 2020.
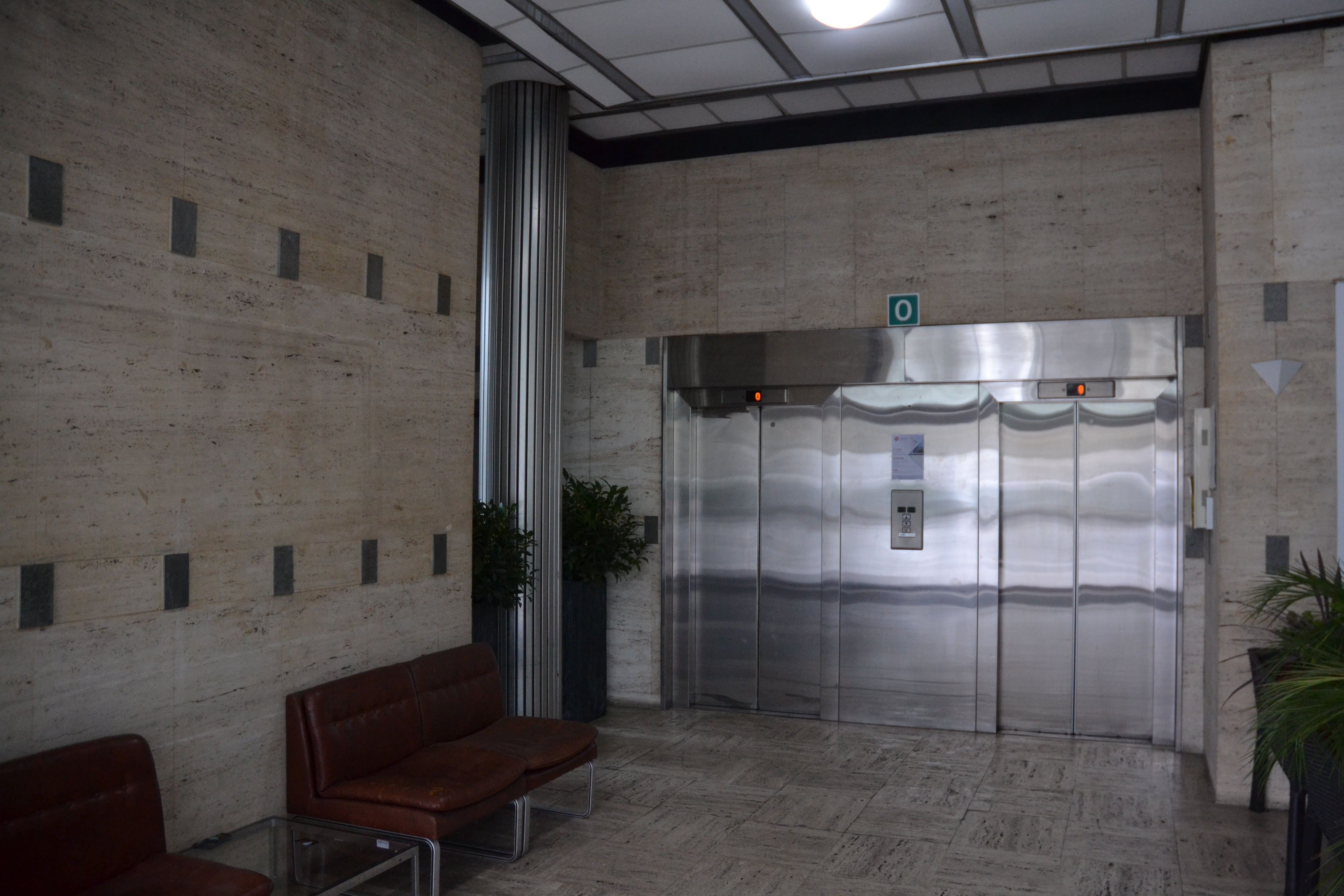
Intérieur du hall d'entrée en 2020.
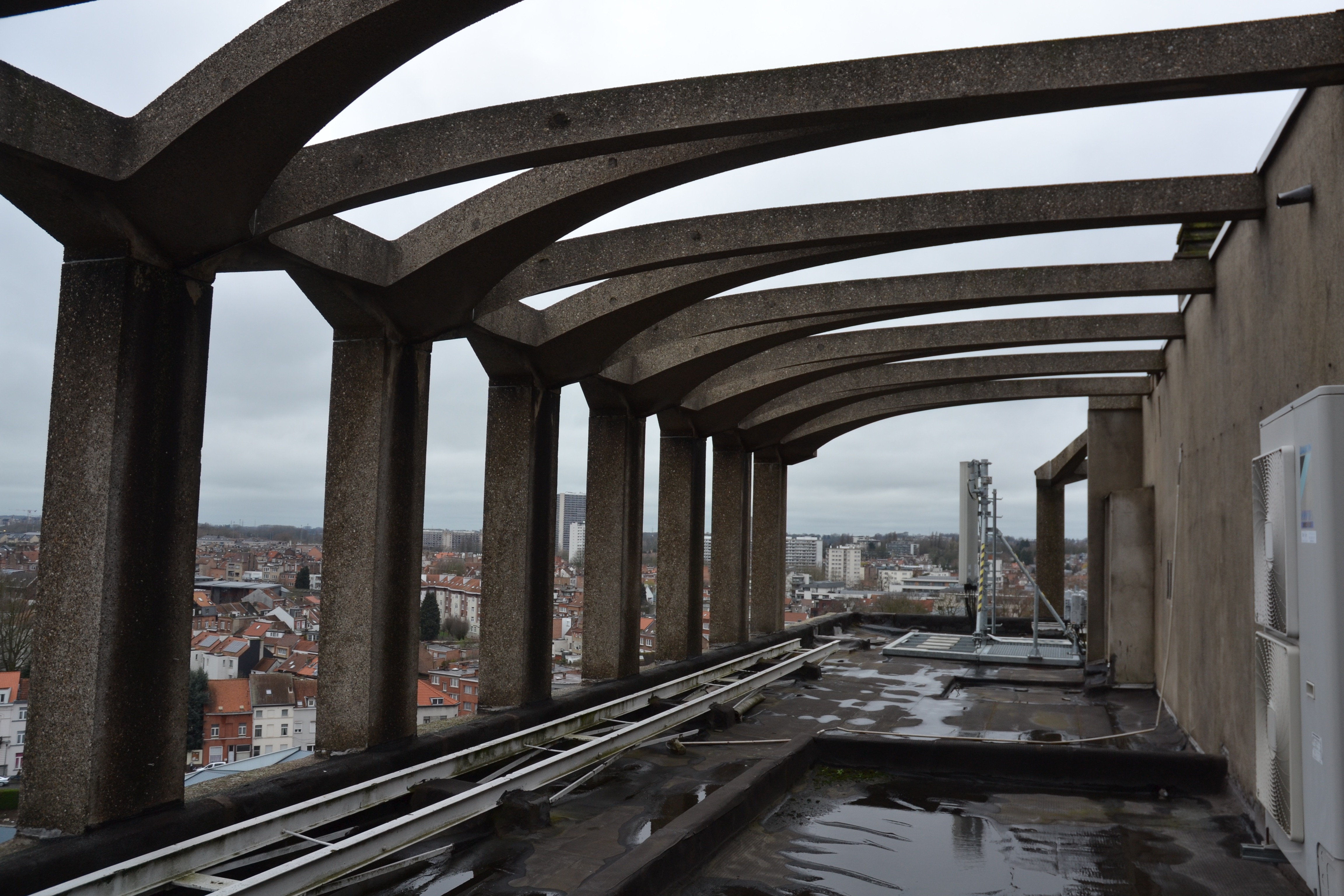
Couronnement de façade en toiture en 2020.
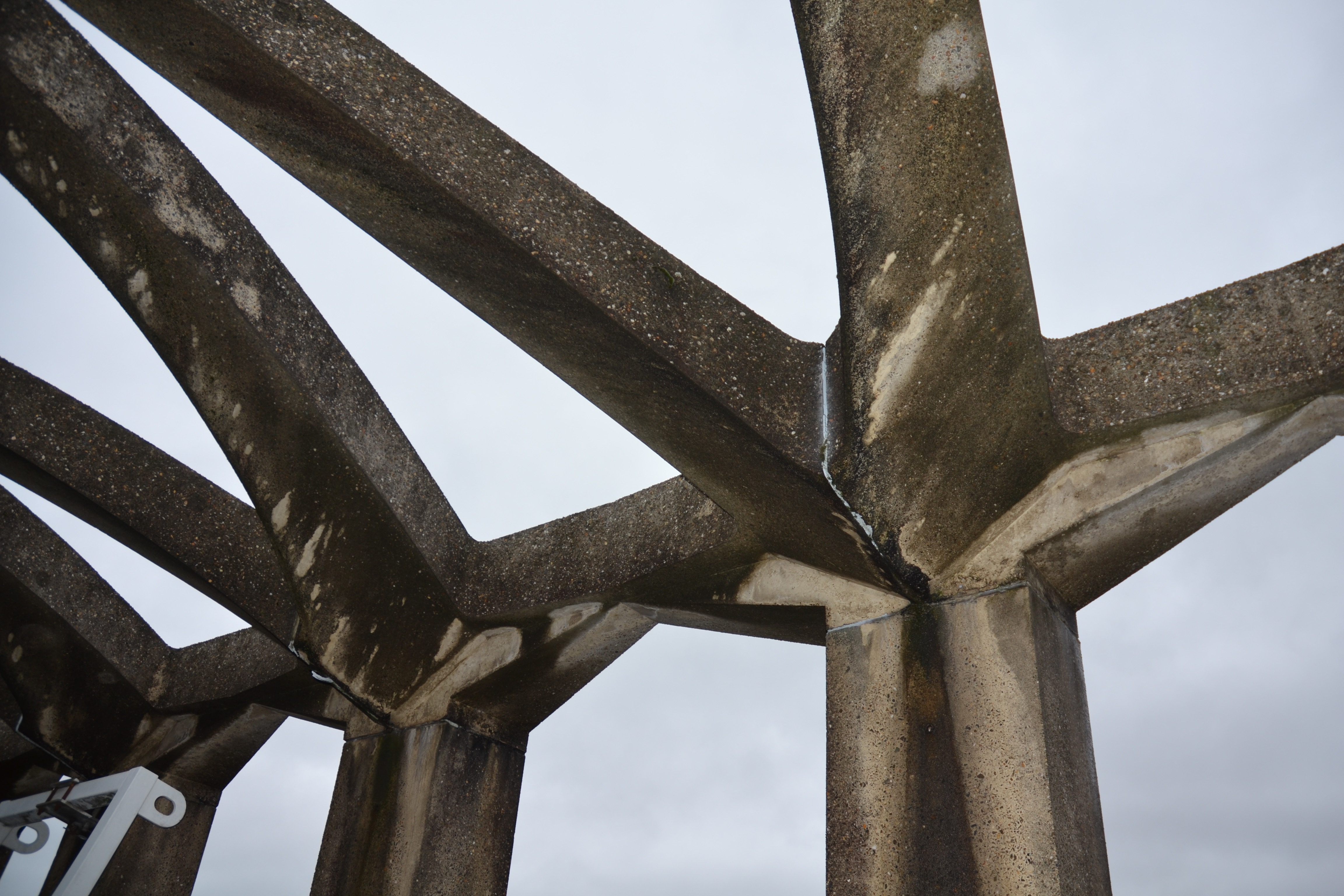
Éléments en béton préfabriqué du couronnement de façade en toiture en 2020.